# Bassäng (geologi)

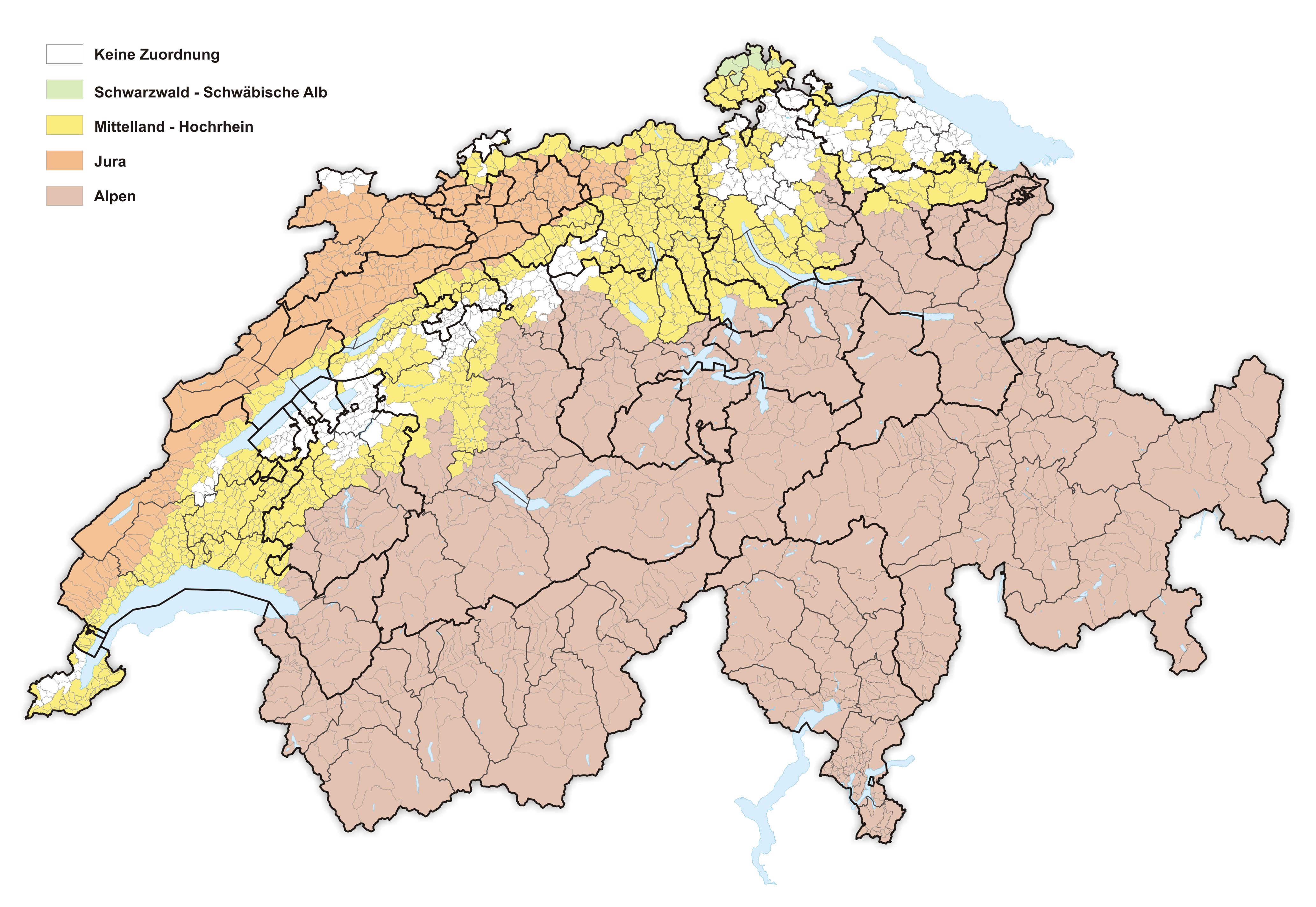
Schweiziska mittlandet (gulmarkerat) utgörs av en sedimenteringsbassäng belägen mellan Jurabergen i nordväst och Alperna i sydost.

Bassäng  (franska bassin, bäcken, latin bacca, vattenfat) är inom geologin en försänkning i jordskorpan, ofta med avlagring av sediment. Bäcken förekommer som synonym. Vid betydande sedimentering används även benämningen sedimenteringsbassäng eller sedimenteringsbäcken.
Bassänger uppkommer vanligtvis genom vertikala tektoniska rörelser i jordskorpan.
Schweiziska mittlandet, beläget mellan Alperna och Jurabergen, är ett exempel på en bassäng med huvudsakligen molasssediment.
Bassänger kan klassifieras efter relationen till plattektoniken. Kring subduktionszoner kan de klassificeras utifrån sin relation till vulkanbågar; sett från djuphavsgraven ligger en förbågesbassäng framför vulkanbågen och en bakbågesbassäng bortom vulkanbågen, medan en inombågesbassäng ligger bland vulkanerna i bågen. 